# Kvindestemmeretsforeningen
Kvindestemmeretsforeningen (KSF) var en norsk kvinnorättsorganisation, verksam mellan 1885 till 1913. Syftet var att verka för Kvinnlig rösträtt. Det var den första föreningen för detta syfte i Norge. 
Organisationen bildades året efter att Norsk Kvinnesaksforening hade bildats 1884. Kvinnestemmerettsforeningen (KSF) bildades i Kristiania (Oslo).
Bland föreningen KSF:s grundare fanns Gina Krog (ordförande 1885-97), Anne Holsen  (ordförande 1897-1913), Anna Rogstad och Ragna Nielsen. En intern konflikt om rösträtten ledde till att Kvindestemmeretsforeningen splittrades när en utbrytargrupp bildade Landskvinnestemmerettsforeningen 1898.